# کوه باباداغ (جمهوری آذربایجان)
باباداغ (به لاتین: Babadağ) یک کوه و قله در جمهوری آذربایجان است که در شهرستان قوبا واقع شده است. این مکان نزد اهالی بومی این ناحیه مقدّس شمرده می‌شود. در پایه این کوه، اردوگاهی با نام باباداغ وجود دارد که کوهنوردان از راه آن به قله کوه می‌رسند. مسیر رسیدن به قله دارای شیب زیادی است.